# Orthocabera
Orthocabera là một chi bướm đêm thuộc họ Geometridae.